# Dmitry Chaplin
Dmitry Alexandrovich Chaplin (en ruso: Дмитрий Александрович Чаплин; Rostov del Don, Óblast de Rostov, 14 de julio de 1982) es un bailarín de salón y coreógrafo ruso. Es conocido por ser uno de los diez finalistas de la segunda temporada de So You Think You Can Dance y por su participación como bailarín profesional en Dancing with the Stars.

## Primeros años
Chaplin nació en Rostov del Don, Rusia, el 14 de julio de 1982. Vive en Los Ángeles, California. Se graduó de la escuela número 8 en Rostov del Don y de la Minnetonka High School en Minnetonka, Minnesota, asistió al College de Brooklyn en Brooklyn, Nueva York por un semestre.

## Carrera

### Inicios
Chaplin se asoció con Heidi Groskreutz y fue finalista nacional en el Campeonato Nacional de Dancesport Amateur de Estados Unidos en Provo, Utah que tuvo lugar el 11 de marzo de 2006. Su entrenador de baile desde 2004 ha sido Louis van Amstel, quien estaba emparejado con la actriz Lisa Rinna en Dancing with the Stars en ese momento.

### So You Think You Can Dance
En 2006, Chaplin fue parte del elenco de los 20 mejores en la temporada 2 de So You Think You Can Dance. Su estilo de baile fue categorizado como extremadamente masculino, y varios episodios del programa presentaron parodias con otros concursantes masculinos que buscaban el consejo de Chaplin.
Como un tema recurrente, Chaplin expondría su pecho mientras bailaba; durante una de sus actuaciones posteriores, deliberadamente bromeó con los jueces con un final donde él mantuvo su camisa. Él ha declarado:

«Para el público, es un poco incómodo ver mi camisa abierta todo el tiempo, pero como bailarín de salón siempre compito con camisetas abiertas. Esta es la costumbre. No es que haya decidido venir al show y desnudarme.»

En general, los jueces calificaron su baile positivamente, pero las votaciones aún repetidas lo ubicaron en las tres últimas parejas cada semana. Dos de sus primeras compañeras, Joy Spears y Aleksandra Wojda, fueron eliminadas consecutivamente, y una tercera, Ashlee Nino, después de solo dos semanas juntos, por lo que fue etiquetado como «maldito». Chaplin fue emparejado con Donyelle Jones durante el show del 19 de julio, cuando todos los concursantes cambiaron de pareja. En el show de resultados del 20 de julio, se reveló que Donyelle había «derrotado la maldición», pero Chaplin no pudo vencerlo él mismo; siendo eliminado junto con Martha Nichols.
Chaplin obtuvo un lugar en la gira en vivo de la segunda temporada del programa, y se presentó ante audiencias agotadas con sus compañeros finalistas.
Para la temporada 3, Chaplin hizo una aparición como asistente de Mary Murphy para la parte de baile latino de las eliminaciones de Las Vegas.
El 3 de mayo de 2007, Chaplin realizó una presentación especial antes de que se anunciaran los resultados en el programa So You Think You Can Dance (Malasia, temporada 1).
El 25 de julio de 2007, Chaplin, asistido por Heidi Groskreutz, realizó una coreografía de una rutina de samba para los concursantes Lacey Schwimmer y Danny Tidwell.
El 23 de julio de 2008, para la temporada 4, Chaplin realizó una coreografía de una rutina de tango argentino para los concursantes Chelsie Hightower y Joshua Allen, lo que le valió una nominación al Emmy.
El 7 de agosto de 2008, Chaplin se asoció con la jueza Mary Murphy en una sorpresiva samba en el final de la temporada 4.
En octubre de 2008, en la versión holandesa de So You Think You Can Dance, Dmitry hizo una coreografía de una rutina de samba para los concursantes Sigourney e Ivan y una rumba para los concursantes Annemiek y Timor.
El 29 de octubre de 2008, en la versión canadiense de So You Think You Can Dance, Chaplin realizó una coreografía de una rutina de samba para los concursantes Vincent-Oliver Noiseux y Lisa Auguste. El 5 de noviembre de 2008, realizó una coreografía de una rutina de jive para los concursantes Izaak Smith and Kaitlyn Fitzgerald.
El 5 de diciembre de 2008, Dmitry Chaplin hizo una coreografía de una rutina de pasodoble para los concursantes del top 4 de Танцюють Всi (versión ucraniana de So You Think You Can Dance), Alexander Ostanin y Mariyam Turkmenbaev.

### Dancing with the Stars
Chaplin fue seleccionado como bailarín profesional en la temporada 8 de Dancing with the Stars en 2009. Aunque originalmente tendría a la cantante Jewel como su pareja, ella se retiró debido a una lesión, terminando siendo emparejado con la modelo y estrella de telerrealidad Holly Madison; ellos fueron eliminados en la cuarta semana de la competencia y quedaron en el undécimo puesto. Para la temporada 9 él fue emparejado con la cantante Mýa, con quien logró llegar a la final de la competencia terminando en el segundo puesto, detrás de los ganadores Donny Osmond y Kym Johnson.
Luego de dos temporadas ausente, Chaplin regresó para la temporada 12 en 2011, siendo emparejado con la supermodelo Petra Němcová. Ellos fueron la cuarta pareja eliminada el 19 de abril de 2011, quedando en el octavo puesto. Esta fue la última temporada de Chaplin en el programa.
| Temporada | Pareja        | Puesto | Promedio |
| --------- | ------------- | ------ | -------- |
| 8         | Holly Madison | 11.º   | 17.25    |
| 9         | Mýa           | 2.º    | 27.29    |
| 12        | Petra Němcová | 8.º    | 21.20    |

- Temporada 8 con Holly Madison

| Semana | Baile / Canción                  | Puntajes de los jueces | Puntajes de los jueces | Puntajes de los jueces | Resultado       |
| Semana | Baile / Canción                  | C. I.                  | L. G.                  | B. T.                  | Resultado       |
| ------ | -------------------------------- | ---------------------- | ---------------------- | ---------------------- | --------------- |
| 1      | Chachachá / «Just Dance»         | 6                      | 6                      | 6                      | Sin eliminación |
| 2      | Quickstep / «We Are in Love»     | 6                      | 6                      | 6                      | Salvados        |
| 3      | Samba / «Belly Dancer (Bananza)» | 5                      | 6                      | 6                      | Dos últimos     |
| 4      | Tango argentino / «Libertango»   | 5                      | 6                      | 5                      | Eliminados      |

- Temporada 9 con Mýa

| Semana                                                               | Baile / Canción                                         | Puntajes de los jueces | Puntajes de los jueces | Puntajes de los jueces | Resultado      |
| Semana                                                               | Baile / Canción                                         | C. I.                  | L. G.                  | B. T.                  | Resultado      |
| -------------------------------------------------------------------- | ------------------------------------------------------- | ---------------------- | ---------------------- | ---------------------- | -------------- |
| 1                                                                    | Vals vienés / «Vision of Love»                          | 8                      | 5                      | 8                      | Salvados       |
| 1                                                                    | Relevo de Chachachá / «Centerfold»                      | 10 puntos extras       | 10 puntos extras       | 10 puntos extras       | Salvados       |
| 2                                                                    | Jive / «Would You...?»                                  | 9                      | 91                     | 9                      | Salvados       |
| 3                                                                    | Rumba / «Underneath Your Clothes»                       | 10                     | 7                      | 10                     | Salvados       |
| 4                                                                    | Lambada / «Ain't It Funny»                              | 10                     | 8                      | 10                     | Salvados       |
| 5                                                                    | Tango argentino / «They»                                | 9                      | 9                      | 9                      | Salvados       |
| 5                                                                    | Grupo de Hustle / «The Hustle»                          | Sin puntos extras      | Sin puntos extras      | Sin puntos extras      | Salvados       |
| 6                                                                    | Jitterbug / «C'mon Everybody»                           | 8                      | 7                      | 9                      | Salvados       |
| 6                                                                    | Maratón de Mambo / «Ran Kan Kan»                        | 9 puntos extras        | 9 puntos extras        | 9 puntos extras        | Salvados       |
| 7                                                                    | Foxtrot / «Is You Is or Is You Ain't My Baby»           | 9                      | 7                      | 9                      | Salvados       |
| 7                                                                    | Pasodoble en equipo / «I Hate Myself for Loving You»    | 8                      | 8                      | 8                      | Salvados       |
| 8                                                                    | Quickstep / «Baby Wants a Diamond Ring»                 | 9                      | 10                     | 10                     | Salvados       |
| 8                                                                    | Samba / «Bad Girls»                                     | 10                     | 10                     | 10                     | Salvados       |
| 9 (Semifinal)                                                        | Vals / «Amore e Musica»                                 | 9                      | 9                      | 10                     | Salvados       |
| 9 (Semifinal)                                                        | Salsa / «La Isla Bonita»                                | 10                     | 10                     | 10                     | Salvados       |
| 9 (Semifinal)                                                        | Chachachá / «Fire Burning»                              | 9                      | 10                     | 10                     | Salvados       |
| 10 (Final)                                                           | Pasodoble / «We Will Rock You»                          | 10                     | 10                     | 10                     | Segundo puesto |
| 10 (Final)                                                           | Megamix / «You and Me», «Whenever, Wherever» & «Maniac» | 30 puntos extras       | 30 puntos extras       | 30 puntos extras       | Segundo puesto |
| 10 (Final)                                                           | Freestyle / «You Can't Stop the Beat»                   | 9                      | 9                      | 9                      | Segundo puesto |
| 10 (Final)                                                           | Jive / «Would You...?»                                  | 28 puntos extras       | 28 puntos extras       | 28 puntos extras       | Segundo puesto |
| 1Puntaje dado por el juez invitado Baz Luhrmann en lugar de Goodman. |                                                         |                        |                        |                        |                |

- Temporada 12 con Petra Němcová

| Semana | Baile / Canción                              | Puntajes de los jueces | Puntajes de los jueces | Puntajes de los jueces | Resultado       |
| Semana | Baile / Canción                              | C. I.                  | L. G.                  | B. T.                  | Resultado       |
| ------ | -------------------------------------------- | ---------------------- | ---------------------- | ---------------------- | --------------- |
| 1      | Foxtrot / «Don't Know Why»                   | 6                      | 6                      | 6                      | Sin eliminación |
| 2      | Jive / «Crazy Little Thing Called Love»      | 6                      | 6                      | 6                      | Salvados        |
| 3      | Vals / «You Raise Me Up»                     | 8                      | 9                      | 8                      | Salvados        |
| 4      | Pasodoble / «Les Voici! Voici La Quadrille!» | 8                      | 7                      | 8                      | Salvados        |
| 5      | Quickstep / «Viva Las Vegas»                 | 7                      | 7                      | 8                      | Eliminados      |

### Otros trabajos
Después de la gira So You Think You Can Dance, Dmitry se mudó a Los Ángeles para seguir una carrera en el mundo del espectáculo. También ha enseñado clases de baile en Champion Ballroom Academy de Mary Murphy.
El 30 de junio de 2007, Dmitry fue el único participante de So You Think You Can Dance que apareció en el evento de recaudación de fondos Reality All-Stars.
En marzo de 2008 se desempeñó como juez en la competencia de baile de Broadway Dreams en las Cataratas del Niágara, Canadá.
El 9 de abril de 2008, Dmitry actuó junto con la bailarina profesional Fabienne Liechti en la recaudación de fondos Idol Gives Back en American Idol de Fox.
Dmitry hizo la coreografía de Chelsie Hightower y Joshua Allen en un tango argentino con «A Los Amigos» de la banda sonora de Forever Tango en julio de 2008; un año más tarde fue nominado para un Premio Primetime Emmy por Coreografía Sobresaliente.

## Premios y logros
- Emparejado con Heidi Groskreutz
  - Finalistas (6°), World Class Latin, 2006 New Jersey Spring Fling
  - Finalistas (4°), Latin Championships, U.S. National Amateur Dancesport Championships
  - Segundo puesto, Open Amateur Latin, Northeastern Open
  - Finalistas (3°), Open Amateur Latin, 2005 Holiday Dance Classic
  - Finalistas (6°), Open Amateur Latin, 2005 Ohio Star Ball
  - Segundo puesto, Open Amateur Latin, 2005 Constitution State Challenge
  - Y varios otros resultados en campeonatos divisionales para adultos y jóvenes[6]
- Emparejado con Ilona Mayzenberg
  - Semifinalistas, 2005 U.S. National Junior and Professional Dancesport Championships
  - Finalistas (3°), Open Amateur Latin, 2004 Holiday Dance Classic
  - Y varios otros resultados en campeonatos divisionales para adultos y jóvenes[7]